# Gäddvik
Gäddvik is een dorp (småort) binnen de Zweedse gemeente Luleå. Het is gelegen aan de Gäddviksundet, vroeger een zeestraat, nu nog een verbreding in de Lule. Gäddvik ligt 1 kilometer ten westen van Bergnäset. Het bestaat uit twee kernen, Norra Gäddvik op de noordoever en Södra Gäddvik, dat Gättvik genoemd wordt, op de zuidoever van de rivier. Tussen beide kernen lag sinds 1945 een brug, de Gäddvikbrug genoemd. Inmiddels is in 1978 een nieuwe Gäddvikbrug aangelegd, de oude is nu alleen nog voor plaatselijk verkeer en fietsers. De nieuwe Gäddvikbrug maakt deel uit van de Europese weg 4.
Bestuurscentrum: Luleå (Tätort)
Tätort: Alvik · Antnäs · Bälinge · Bensbyn · Bergnäset · Brändön · Ersnäs · Gammelstad · Jämtön · Kallax · Karlsvik · Klöverträsk · Måttsund · Persön · Råneå · Rutvik · Södra Sunderbyn
Småort: Ale · Ängesbyn · Avan · Björknäs en Harrviken · Björsbyn · Böle · Börjelslandet · Brännan · Bränslan · Fällträsk · Gäddvik · Hagaviken · Midbyn · Mörön · Niemisel · Norra Gäddvik · Örarna · Reveln · Smedsbyn · Södra Prästholm · Sundom · Vitå
Overig: Alhamn · Skäret · Niemiholm